# Sphaerostephanos alpinus
Sphaerostephanos alpinus là một loài dương xỉ trong họ Thelypteridaceae. Loài này được Holttum mô tả khoa học đầu tiên năm 1982.